# Villafranca Tirrena
Villafranca Tirrena település Olaszországban, Szicília régióban, Messina megyében. Lakosainak száma 8035 fő (2023. január 1.). Villafranca Tirrena Messina és Saponara községekkel határos.

## Népesség
A település lakossága az elmúlt években az alábbi módon változott:
| Lakosok száma | 8559 | 8469 | 8035 |
|               | 2017 | 2018 | 2023 |